# آندره‌آ واسالو
آندره‌آ واسالو (ایتالیایی: Andrea Vassallo؛ زادهٔ ۳۰ سپتامبر ۱۹۹۷) یک بازیکن فوتبال اهل ایتالیا و باشگاه بولونیا است.